# Fusulinella
Fusulinella es un género de foraminífero bentónico de la subfamilia Fusulinellinae, de la familia Fusulinidae, de la superfamilia Fusulinoidea, del suborden Fusulinina y del orden Fusulinida. Su especie tipo es Fusulinella bocki. Su rango cronoestratigráfico abarca el Moscoviense (Carbonífero superior).

## Discusión
Clasificaciones más recientes incluyen Fusulinella en la subclase Fusulinana de la clase Fusulinata.

## Clasificación
Se han descrito numerosas especies de Fusulinella. Entre las especies más interesantes o más conocidas destacan:
- Fusulinella bocki †
- Fusulinella colaniae †
- Fusulinella depravata †
- Fusulinella paracolaniae †
- Fusulinella praebocki †
- Fusulinella soligalichi †
- Fusulinella subcolaniae †
- Fusulinella subpulchra †
- Fusulinella yanyuanica †

Un listado completo de las especies descritas en el género Fusulinella puede verse en el siguiente anexo.
En Fusulinella se han considerado los siguientes subgéneros:
- Fusulinella (Moellerites), también considerado como género Moellerites
- Fusulinella (Ozawaina), aceptado como género Ozawaina
- Fusulinella (Pseudofusulinella), aceptado como género Pseudofusulinella
- Fusulinella (Protriticites), aceptado como género Protriticites
- Fusulinella (Uralofusulinella), aceptado como género Uralofusulinella
- Fusulinella (Wedekindella), aceptado como género Wedekindella